# Palais Dulber
Le palais Dulber (en russe : дворец «Дюльбер») est une villa de style mamelouk et néo-mauresque construite pour le grand-duc Pierre Nikolaïevitch de Russie entre 1895 et 1897. Le palais Dulber se trouve à Koreïz, station balnéaire de la péninsule de Crimée. Son nom provient du tatar de Crimée dülber qui signifie « beau », trouvant son origine dans le persan delbar.
Cette extravagance architecturale asymétrique avec des murs crénelés, des dômes d'argent, et plus de cent pièces, inspirée par l'architecture mamelouke du Caire du XVe siècle et de l'architecture néo-mauresque est une des curiosités principales de la région, avec le palais Youssoupoff situé non loin. La villa a été construite par l'architecte Nikolaï Krasnov, auteur des plans du palais Youssoupoff et du palais de Livadia par la suite.

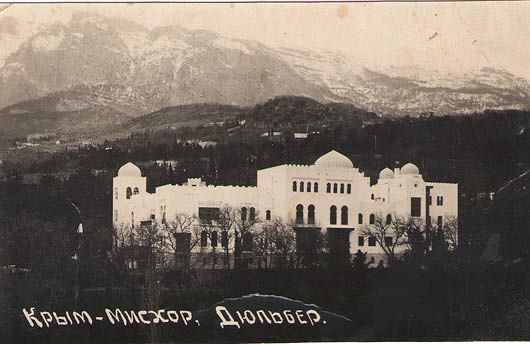
Vue du palais au début du XXe siècle.

La demeure abrite aujourd'hui une maison de repos et de vacances (ce type d'établissement est appelé « sanatorium » en russe, et n'a pas la même signification qu'a ce mot en français).